# Isabel Pantoja
María Isabel Pantoja Martín, nota come Isabel Pantoja (Siviglia, 2 agosto 1956), è una cantante e attrice spagnola di origine gitana, specializzata nel genere della copla andalusa. Nel 2007 la casa discografica Sony Music consegnò alla cantante 40 dischi di platino per la vendita di più di 4 milioni di album dal 1990, anno in cui firmò con Sony Music.

## Carriera artistica
Isabel iniziò la sua carriera musicale nel flamenco all'età di 7 anni insieme a suo cugino Chiquetete. A 7 anni debuttò nel Teatro San Fernando, in un omaggio a Juanito Valderrama. Un anno dopo aver iniziato a ballare con Chiquetete fu assunta nel tablao flamenco El embrujo di Siviglia.
A 17 anni conobbe il suo più grande maestro, Juan Solano Pedrero, che insieme al poeta andaluso Rafael de León compose i suoi primi lavori discografici.

## La vedova di Spagna
Il 30 aprile del 1983 Isabel si sposò con il torero Paquirri nella Basilica del Gran Poder di Siviglia. Tale coppia faceva realtà il prototipo di coppia di grande successo secondo l'immagine romantica spagnola: un torero e una cantante di copla (tonadillera), entrambi giovani, attraenti e trionfanti nella loro professione. Paquirri morì il 26 settembre 1984, poco più di un anno dopo il suo matrimonio, per una cornata ricevuta dal toro Avispado nell'arena di Pozoblanco, suscitando commozione nel Paese e rendendo Isabel la "vedova di Spagna".
Dopo un prolungato silenzio la cantante riapparve nel mercato discografico con l'album Marinero de luces ottenendo grande successo, con un milione di copie vendute solo in Spagna.

## Debutto nel cinema:Yo soy esa
Nel 1990 fu la protagonista del film "Yo soy esa", insieme a José Coronado e Loles León.
L'anno successivo continuò nel cinema con il film "El día que nací yo".

## Vita privata
Ha due figli: Francisco José Rivera Pantoja (detto Kiko), frutto del matrimonio con il torero Francisco Rivera, e una figlia adottiva, María Isabel Pantoja Martín (detta Chabelita), adottata nel 1996. Nel 2012 nasce il suo primo nipote, Francisco, figlio del figlio maggiore. Nel 2014 nasce il suo secondo nipote, Alberto, da parte della sua figlia adottiva María Isabel.

## Il caso Malaya
Nel 2007 la cantante si vide coinvolta nello scandalo "Caso Malaya", nome attribuito ad un'operazione contro la corruzione urbana in Spagna a capo di dirigenti del comune di Marbella e diversi imprenditori e avvocati. Il suo compagno, Julián Muñoz, nonché ex sindaco di tale località, era uno dei principali imputati e il 2 maggio 2007 Isabel Pantoja fu accusata dalla commissione di vari delitti contro la finanza e di riciclaggio di denaro.
Dopo alcune ore di arresto, il giudice Miguel Ángel Torres decretò libertà per la cantante a fronte di una cauzione di 90.000 euro. 
Il 16 aprile 2013 Isabel Pantoja venne condannata a 24 mesi di prigione per riciclaggio di denaro e a una multa di 1.147.000 euro. Non andrà in carcere, anche se dovette consegnare una parte dei suoi beni per far fronte alla multa.
Il 21 novembre 2014 entra infine nel carcere femminile di Alcalá de Guadaira (Siviglia) per scontare una pena di due anni, accusata di riciclaggio di denaro. Dopo aver ottenuto un regime di semilibertà, a ottobre 2016 torna libera.